# Nematidium elongatum
Nematidium elongatum là một loài bọ cánh cứng trong họ Zopheridae. Loài này được Pal & Slipinski miêu tả khoa học năm 1984.